# Ondřejov u Prahy
Ondřejov (deutsch Ondrejow) ist eine Gemeinde in Tschechien südlich von Prag. Sie liegt 13 Kilometer südöstlich von Říčany und gehört zum Okres Praha-východ.
Auf einem Hügel etwa 1 km nördlich des Ortes wurde 1898 die Sternwarte Ondřejov der Universität Prag errichtet.

## Geografie

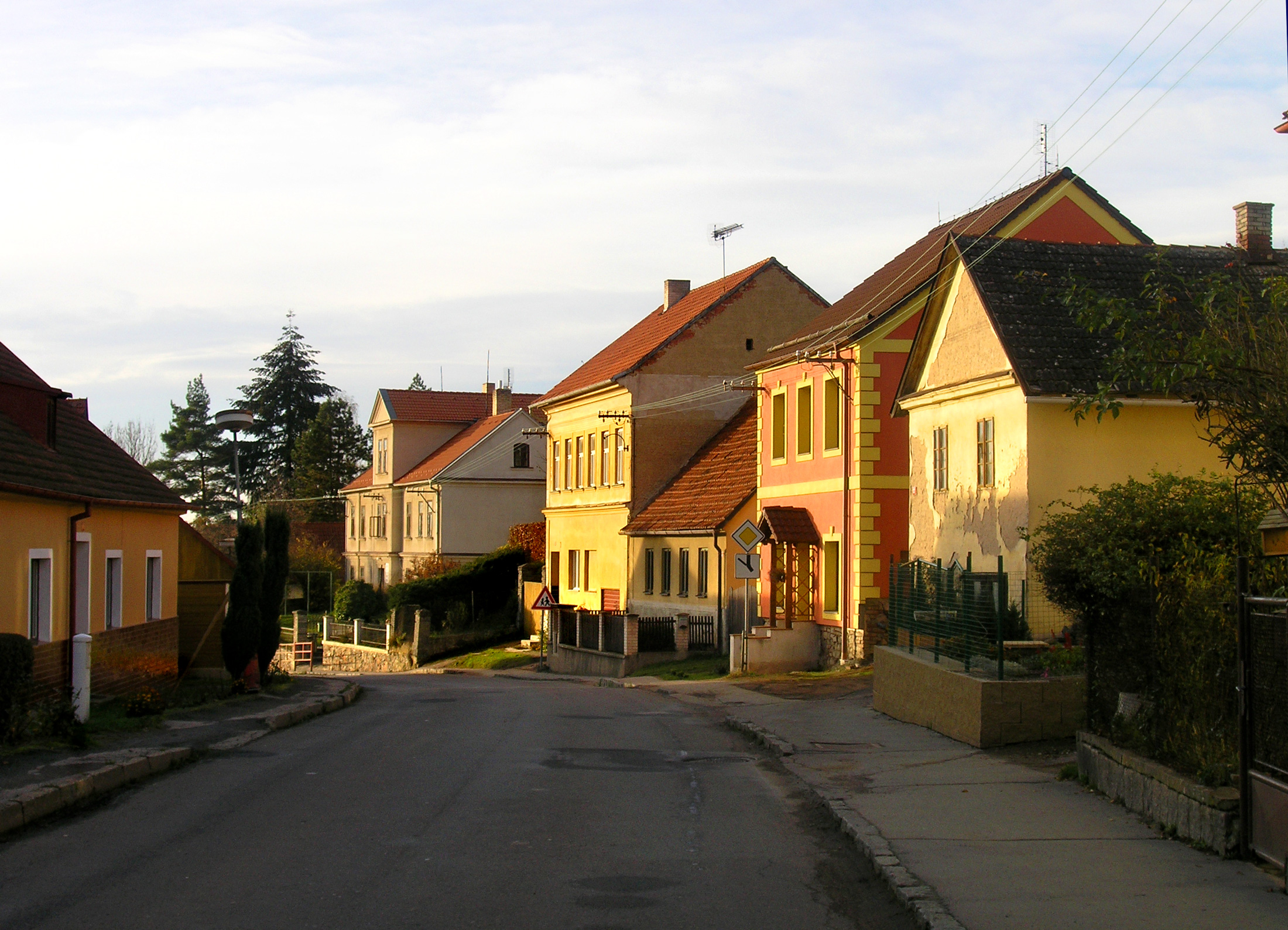
Prager Straße (Pražská)

Ondřejov befindet sich im Mittelböhmischen Hügelland am südlichen Fuße der Erhebungen Manda (532 m) und Pecný (545 m). Östlich erhebt sich der Chlum (481 m) und im Süden der Břeský vrch (476 m). Prag liegt etwa 25 km nordwestlich.
Nachbarorte Ondrejovs sind Třemblat und Zvánovice im Norden, Kostelní Střimelice im Nordosten, Hradové Střimelice im Osten, Růženín im Südosten, Chocerady, Hvězdonice und Kaliště im Süden, Lensedly im Südwesten, Turkovice und Hrusice im Westen sowie Mnichovice und Myšlín im Nordwesten.

## Geschichte

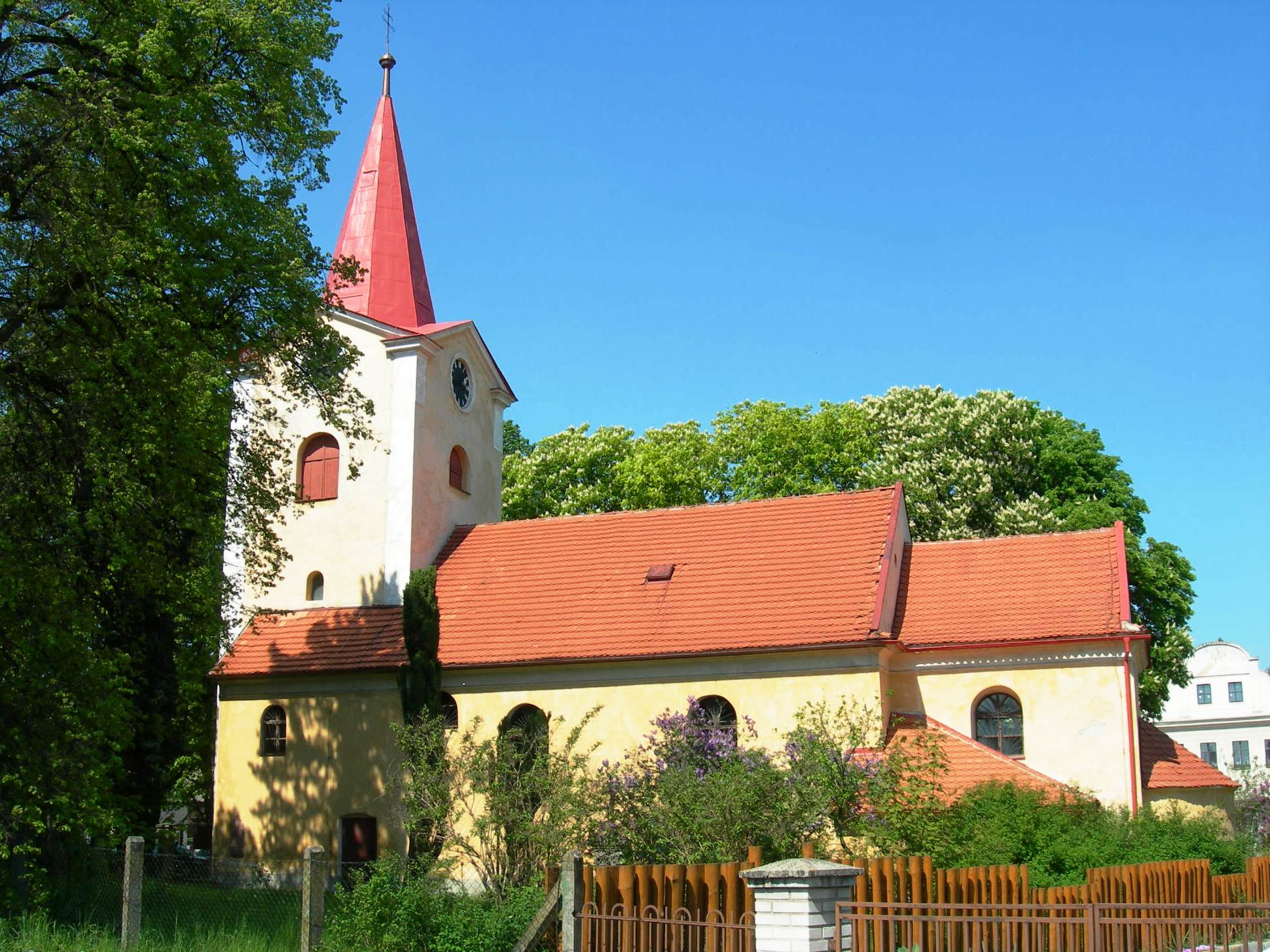
Kirche Simon und Juda

Das Dorf entstand zu Beginn des 13. Jahrhunderts aus dem den Herren von Dubá gehörigen Hof Ondřejóv. Ondřejóv lag am alten Landessteig und ist seit 1352 schriftlich belegt. Im Mittelalter trieb hier der Raubritter Mikuláš Zůl sein Unwesen.
Seit dem 14. Jahrhundert galt Ondřejóv als Städtchen. Zur Pfarre Ondřejóv gehörten die Dörfer Kaliště und das im Dreißigjährigen Krieg erloschene Kubětín. Während der Hussitenkriege und auch im Dreißigjährigen Krieg wurde die Gegend geplündert, verwüstet und entvölkert. Zahlreiche der Dörfer fielen in dieser Zeit wüst. Im Laufe seiner Geschichte gehörte das Dorf dann den Herren Kostka von Postupitz, den Schellenbergern und den Waldsteinern.
Am 10. November 1745 erhob Kaiserin Maria Theresia, in ihrer Eigenschaft als Königin von Böhmen, Ondrejow zum Marktflecken und verlieh dem Ort das Recht zur Abhaltung von vier Jahrmärkten sowie zur Errichtung eines Rathauses.
Nach der Aufhebung der Patrimonialherrschaften bildete Ondrejow ab 1850 eine Gemeinde im Bezirk Český Brod. 1892 eröffnete der Prager Professor Jan Ježek in Ondřejov die erste Wasserheilanstalt in Böhmen.
1898 ließ der Industrielle und Amateurastronom Josef Jan Frič auf dem Hügel Manda eine Sternwarte errichten. Diese schenkte er 1928 der Prager Karlsuniversität.
1946 kam die Gemeinde zum Okres Říčany; seit 1961 gehört sie zum Okres Praha-východ.

## Gemeindegliederung
Die Gemeinde Ondřejov besteht aus den Ortsteilen Ondřejov (Ondrejow), Třemblat (Tremblat) und Turkovice (Turkowitz). Zur Gemeinde gehören die Fluren des wüsten Dorfes Kubětíns sowie die Ansiedlung Hlaváčov (Hlawatschow).

## Sehenswürdigkeiten

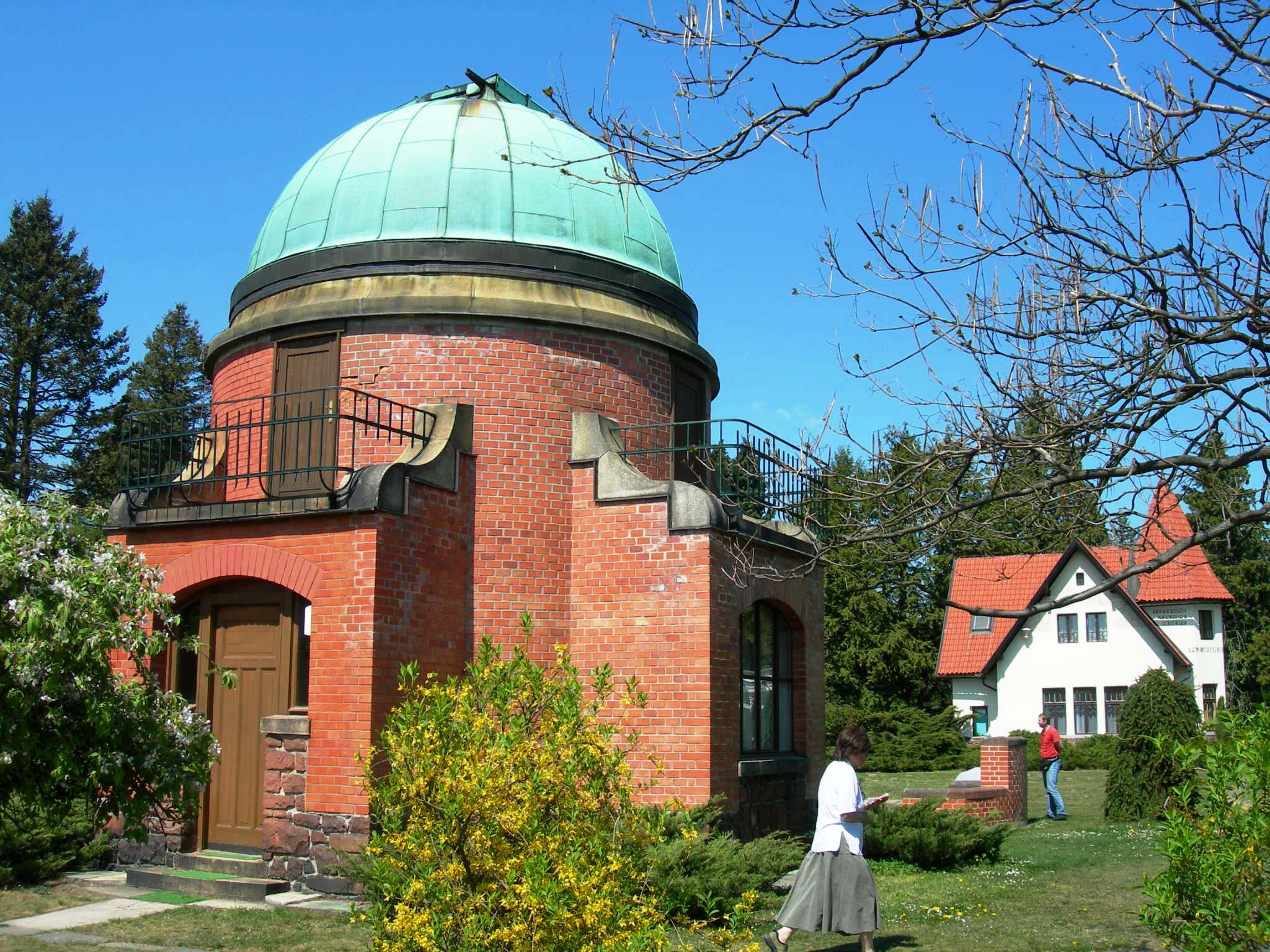
Hauptteil der Sternwarte, erbaut 1905 von Josef Fanta

- Kirche Simon und Juda, der ehemals romanische Bau wurde 1667 barock umgestaltet. In den Jahren 1848–1865 und 1876 erfolgten weitere Umbauten.
- barockes Pfarrhaus, erbaut 1778–1780
- barocke Bauernhäuser mit Sandsteinportalen
- Statuen des Hl. Andreas und des Hl. Johannes von Nepomuk, am Markt
- Denkmal am Lagerplatz der freiwilligen Studentenlegion im Jahre 1800 vor dem Abmarsch zum Kampf gegen die Napoleonischen Truppen, gestiftet 1846
- Villa Leonora, Wohnsitz der Opernsängerin Eleonora Ehrenbergová
- 250-jährige Linde, an der Kirche
- Sternwarte Ondřejov auf dem Manda, erbaut 1898 bis 1925 durch den Architekten Josef Fanta
- Sühnestein
- Arboretum
- Astronomiemuseum
- Grablege der Familie Frič

## Persönlichkeiten
- Eleonora Ehrenbergerová (1832–1912), eigentlich Eleonora Gayer von Ehrenberg, die Koloratursängerin gehörte zum Ensemble des Prager Nationaltheater. Sie war die erste Sängerin die die Mařenka in Smetanas Die verkaufte Braut sang und die Rolle prägte. Im Alter bewohnte die Ehrenbergerová die für sie errichtete Villa Leonora unterhalb der Sternwarte, wo sich auch verstarb.
- Josef Jan Frič (1861–1945), Unternehmer und Gründer der Sternwarte
- František Nušl (1867–1951), Physiker und Astronom, Direktor der Sternwarte